# Узелац, Срджан
Срджан Узелац (серб. Срђан Узелац; 2 декабря 1913, Бринье — 1 июля 1944, Стубица) — югославский партизан времён Народно-освободительной войны Югославии.

## Биография
Родился 2 декабря 1913 в Бринье в богатой семье коммерсанта. Серб по национальности, православный по вероисповеданию. Окончил пять классов гимназии, после чего ушёл учиться в семинарии Цетине и Сараева. Отец в то же время начал строить церковь в Брине. Срджан собирался уйти в священники, однако был исключён из гимназии за то, что поддерживал контакты с левосторонними организациями. Работал некоторое время в Белграде чиновником. Нёс службу в югославской королевской армии, после Апрельской войны бежал в родное село, где возглавил партизанское движение. В июле 1941 года вместе с двумя братьями начал строить партизанский лагерь на горе Панос. В том же году вступил в Коммунистическую партию Югославии. Боевое крещение принял 26 августа 1941 в бою за деревню Жута-Локва, а затем оборонял лагерь от усташских бандитов.
В сентябре 1941 года Срджан был избран в Бриньский комитет Коммунистической партии Хорватии и по рекомендации члена ЦК КПЮ Марко Орешковича отправился в Коренице, где с группой партизан из Шкара завязал бой против итальянских солдат. В октябре группа Срджана подорвала два поезда на железной дороге из Капеле, атаковала колонну итальянцев в Рапаином ущелье на дороге Оточац-Сень. В декабре Срджан возглавил Бриньскую партизанскую роту. Весной 1942 года возглавил созданный на основе роты Бриньский батальон имени Любицы Геровац, который в составе 1-го приморско-горанского партизанского отряда летом захватил Криви-Пут и Подубило, а также помог освободить Модруш.
Осенью 1942 года Срджан был назначен заместителем командира 1-й приморско-горанской бригады, временно исполняя обязанность командира 5-й оперативной зоны Хорватии, некоторое время потом служил в 8-й кордунской дивизии. Решением Главного штаба НОАЮ в Хорватии от 30 марта 1944 назначен командиром 1-й ударной бригады 13-й приморско-горанской дивизии. Бригада под командованием Срджана успешно вела бои за населённые пункты Прокике, Брине, Криви-Пут, Тужевичи, Алана, на горе Капела, Босилево, Делнице и Цриквеница.
1 июля 1944, уже после освобождения Босилева, Срджан с двумя батальонами отправился к освобождённому городу. 1 июля 1944 его группа была атакована батальоном усташей близ Стубицы, в бою Срджан Узелац был убит. 5 июля 1951 ему посмертно было присвоено звание Народного героя Югославии Указом Президиума Народной Скупщины СФРЮ.